# جرمی کلارکسون در فراری
جرمی کلارکسون در فراری ([Jeremy Clarkson on Ferrari] Error: {{Lang-xx}}: متن دارای نشانه‌گذاری ایتالیک است (راهنما)) کتابی از جرمی کلارکسون، خبرنگار و مجری تلویزیونی بریتانیایی است که در سال ۲۰۰۰ منتشر شد. این کتاب شامل مطالبی در مورد تمام مدل اتومبیل‌های فراری تا فراری ۳۶۰ همراه با عکس‌های رنگی است.